# Негативизам
Негативизам је ирационална склоност да се особа понаша супротно од очекиваног или траженог, чак и када је то понашање против интереса тог лица. Код деце од друге до четврте године јављање негативизма представља нормалну и пролазну развојну појаву. Негативизам се такође упадљиво манифестује у адолесценцији, као априорно супротстављање свакој врсти ауторитета и забрана, и као антиконформизам.